# Alfaquí

Alá (Dios) en árabe.

Un alfaquí (del árabe فقيه faqīh, con adición del artículo determinado al-) es un experto en el fiqh, o jurisprudencia islámica.
Según la Real Academia Española, alfaquí significa entre los musulmanes, doctor o sabio de la ley, aunque ley no tiene un significado tan preciso como jurisprudencia para traducir la voz árabe fiqh.
Fiqh significa literalmente «entendimiento» y en su sentido islámico jurisprudencia, ya que la comprensión del Corán y la Sunna servía para determinar las decisiones legales.
Un alfaquí es un experto en una de las escuelas tradicionales del fiqh, llamadas madhabs. En el islam suní, existen las escuelas Hanafí, Hanbalí, Malikí y Shafi'í. El alfaquí es un maestro en la metodología (usul) utilizada por una o más de estas escuelas, y es capaz de aplicarla para llegar a las decisiones tradicionales de su respectiva escuela.